# John Holland (koszykarz)
John Michael Joseph Holland (ur. 6 listopada 1988 w Nowym Jorku) – amerykański koszykarz, posiadający także portorykańskie obywatelstwo, występujący na pozycjach rzucającego obrońcy oraz niskiego skrzydłowego, obecnie zawodnik Uniksu Kazań.
9 listopada 2018 został zwolniony przez Cleveland Cavaliers.
9 listopada 2019 dołączył do filipińskiego San Miguel Beermen. 26 grudnia został zawodnikiem izraelskiego Hapoelu Jerozolima.
27 lipca 2020 zawarł umowę z rosyjskim Uniksu Kazań.

## Osiągnięcia
Stan na 28 lipca 2020, na podstawie, o ile nie zaznaczono inaczej.
NCAA
- Uczestnik turnieju NCAA (2011)
- Mistrz turnieju konferencji America East (2011)
- Zawodnik roku konferencji America East (2011)[7]
- MVP turnieju America East (2011)
- Najlepszy pierwszoroczny zawodnik roku konferencji America East (2008)
- Zaliczony do:
  - I składu:
    - America East (2009–2011)
    - turnieju America East (2011)
    - najlepszych pierwszorocznych zawodników America East (2008)
    - defensywnego America East (2008)
    - III składu All-America East (2008)
- Lider konferencji America East w[8]:
  - liczbie i średniej punktów (2010, 2011)
  - skuteczności rzutów wolnych (2010, 2011)
  - liczbie celnych i oddanych rzutów:
    - z gry (2010, 2011)
    - wolnych (2011)

Drużynowe
- Mistrz Portoryko (2019)[9]
- Zdobywca Pucharu Izraela (2020)

Indywidualne
- Zawodnik roku – D-League Impact Player of the Year (2011)
- Zaliczony do III składu D-League (2017)
- Uczestnik meczu gwiazd francuskiej ligi LNB Pro A (2012)

Reprezentacja
- Mistrz Kontynentalnego Pucharu Tuta Marchanda (2013)
- Wicemistrz :
  - Ameryki (2013)
  - Kontynentalnego Pucharu Tuta Marchanda (2015)
  - kwalifikacji olimpijskich (2016)
- Uczestnik mistrzostw Ameryki (2011 – 4. miejsce, 2013, 2015 – 5. miejsce)